# Самыя, Вячеслав Сааяевич
Самыя Вячеслав Сааяевич – художник-монументалист, заслуженный деятель искусств Республики Тыва.

## Биография
Вячеслав Самыя родился 27 февраля 1959 года в селе Ий Тоджинского района Тувинской автономной области. После окончания средней школы, в 1976 году поступил на художественное отделение Кызылского училища искусств, где проявляет себя как живописец монументального направления. В 1980 г. Самыя Вячеслав Сааяевич поступает на факультет живописи Московского государственного художественного института им. В. И. Сурикова.  После окончания института в 1986 г. Вячеслав Сааяевич становится первым тувинским художником-монументалистом. Преподавал в Кызылском училище искусств и в Тувинской художественно-производственной мастерской Художественного фонда СССР. Участвовал в различных республиканских, городских и Всесоюзных выставок. С 1989 по 1991 годы он работает главным художником города Кызыла. С середины 1990-х годов Вячеслав Сааяевич Самыя пишет ряд интересных пейзажей, портретов, картин, среди которых выделяется галерея портретов известных и знаменитых спортсменов Тувы для музея спортивной славы РТ. Он — автор более 100 портретов. Член Союза художников России.

## Основные произведения
- "Восстание 60 богатырей" (с длиной 16 м, дипломная работа)
- "Сказка о Туве"
- "Люди Монгун-Тайги" (2008)
- "Сут-Холь" (1993)
- "Село Хамсара" (2002)
- "Кара-Холь (2005)
- "Сарлыки Монгун-Тайги" (2007)
- "Тоджа" и др.

## Награды и звания
- Медаль «В память 850-летия Москвы».
- Юбилейная медаль в честь 100-летия образования Тувинской Народной Республики (2022)[3].
- Заслуженный деятель искусств Республики Тыва.